# Amblyseius cessator
Amblyseius cessator är en spindeldjursart som beskrevs av De Leon 1962. Amblyseius cessator ingår i släktet Amblyseius och familjen Phytoseiidae. Inga underarter finns listade i Catalogue of Life.